# 星セント・ルイス
星セント・ルイス（ほし・セント・ルイス）は、星セントと星ルイスからなる、日本の漫才コンビ。1971年結成、2003年解散。

## メンバー
星セント 1948年1月16日 - 2004年7月22日（56歳没）
- 主にボケを担当。身長は178センチと長身であり、常に眼鏡を掛けていて時折サングラスで登場することもあった。

星ルイス 1948年11月17日 - 2005年3月10日（56歳没）
- 主にツッコミを担当。身長は153センチと小柄の体格で、常に短髪にしておりセントと比べて25センチもの身長差があった。

## 来歴・人物
セントは長野で高校に通っていたころから芸人を志望しており、森繁久彌・谷啓・関敬六といった有名コメディアンにファンレターを熱心に送るような青年だった。その中で漫才コンビの獅子てんや・瀬戸わんやから卒業後に来るよう返事を貰い、1969年に弟子入り。ルイスはその頃、晴乃ピーチク・パーチクに弟子入りしていたが、1971年にピーチク・パーチクが解散することになったため、てんや・わんやに客分扱いで招かれる。その時、トリオ・ザ・パンチに所属していたセントを引き合わされてコンビを結成。師匠から「セント・ルイス」と命名された。
駆け出しの頃は有楽町の東宝演芸場を本舞台とし、浅草の松竹演芸場の高座を修行と割り切るような気概があった。セントの衣装は揃いのスーツに蝶ネクタイというような伝統的な衣装ではなく、オープンシャツにノーネクタイ・革ジャンやタイトなマンボズボン・頭にはダービーハットといった洒脱なものを好んだ。さらにブーツを履いてステージに上がることが多く、新進の漫才コンビがこれまでの古臭い漫才師の服装を改めるきっかけを作った。
セントは新劇に傾倒する所があり、漫才にシェイクスピアの戯曲から台詞を引用したり、スタニスラフスキーの名前をギャグのフレーズに登場させたりした。自身が売れなかった頃、暇を見付けては文学座に所属していた友人と演劇芝居に取り組んでいたという。コンビ仲は結成から3年目辺りから不仲となってしまい、お互いの住所すら明かさなかったという。コンビ解消前はそれを伏せてお互いがプロフェッショナルに徹して舞台に立っていた。
1977年、ツービートらを抑えてNHK漫才コンクールで優勝。長身（178cm）のセントが早口でギャグをまくし立て、それに小柄（153cm）なルイスが突っ込むというスタイルであり、社会風刺をネタにした独特の漫才で一躍、人気漫才コンビとなっていった。
1978年発売のナイアガラレコードのオムニバスアルバム『LET'S ONDO AGAIN』で、イーハトブ田五三九（大瀧詠一）が歌う『ハンド・クラッピング音頭』にゲスト出演し、ギャグを披露している。
1980年には「田園調布に家が建つ」というネタで一世を風靡した。『花王名人劇場・激突!漫才新幹線』では、やすし・きよしに対抗する東の代表として競演し、漫才ブームの先駆けとなった。しかし、その後ブームの仕掛人である横澤彪と相容れなかったことなどが要因となり、テレビ出演は減少してしまう。横澤は「彼らは逃げたんです。大阪の漫才には敵わないと」と述べている。1980年代前半以降、漫才から更に低年齢向けへと変容するお笑いブームの中で、一線に出るようなことはなかった。
2003年に、32年間の長きに渡り活動していたコンビを解消する。翌2004年7月22日に56歳でセントが逝去。ルイスは「俺を置いて逝ってしまうなんて、大馬鹿者だよ…」と涙を交えて元相方を追悼するコメントをしていた。その33週間後の2005年3月10日にはルイスも56歳で逝去した。共に死因は肺癌であった。

## 主なギャグ
一世を風靡した「田園調布に家が建つ」のフレーズは、当初は「ああ鎌倉に家が建つ」というものだった。
またこのフレーズを含め「韻踏み」のギャグが多用されている。
- 「俺達に明日はない。キャッシュカードに残は無い」
- 「すぐ捨てよう、夢と希望と卒業証書」
- 「弁が立つ、腕が立つ、田園調布に家が建つ」
- 「心冷蔵庫、くちチョコレート」
- 「右目で右目が見られるか」
- 「きゅうり、ピーマン、ナス別荘」（「茄子」と「那須」をかけた洒落）
- 「収入、睡眠、反比例」
- 「世の中で大切なもの。義理と人情とお中元」
- 「世の中に不足するもの。水と油とあんたの努力」
- 「飲みたい食べたい家（うち）建てたい、人が見てなきゃサボりたい」
- （セントがルイスを指し）「こういう男は肩書きより手取り、そういう人生を送ります」
- 「妥協、迎合、媚びへつらい」
- 「やっと部長、あっと定年」

## 主な出演

### テレビドラマ
- 飛べ!孫悟空 （TBS、1977年）
- これが音声多重放送だ![9]（日本テレビ、1978年）[10]
- サザエさん（1）（フジテレビ、1981年）
- ここまでは他人（TBS、1981年）
- 暁に斬る!（1982年、関西テレビ）
- エプロンおばさん 第8話（1983年、フジテレビ）
- AカップCカップ（1983年、テレビ東京）
- 人妻三人密会の宿（TBS、1985年）
- 私鉄沿線97分署 第57話「留置場だけどザ·マンザイ!?」（テレビ朝日、1985年）
- 婚約（NHK総合、1987年）
- 胸キュン刑事 第1話「ミス刑事のパンツの色は!?」1時間SP（1987年、テレビ朝日）

### 映画
- 国士無双（1986年）
- 次郎物語（1987年）

### CM
- コロナ ファンヒーター（1982年）
- 呉工業 クレフォーミュラー365（1983年）
- ロート製薬 パンシロン漢方胃腸薬
- リコー XR-500
- リコー AD-1
- リコー XR6
- 日清食品 めんくらべ
- 森永乳業 ピチカート
- 久保田鉄工 コロニアル

### ラジオ出演
- ラジオ寄席（TBSラジオ）
- 真打ち競演（NHKラジオ第1放送）

### レコード
シングル
- ウッセー・ウッセー（CBSソニー 06SH-701）

A面「ウッセー・ウッセー」作詞：榎雄一郎、作・編曲：石田勝範
B面「汚名挽回満点合格経」作詞：セント・ルイス・ファミリー、作・編曲：桜庭伸幸
アルバム
- 真実の追求（CBSソニー 25AH-909）
- LET'S ONDO AGAIN - ゲスト参加